# Tim Rodig
Tim Rodig (* 1970 in Hamburg) ist ein deutscher Jazzmusiker.
Tim Rodig spielt Saxophon, Klarinette, Querflöte und Klavier. Er studierte Jazzmusik von 1993 bis 1994 an der New School in New York City und von 1994 bis 2000 in Hilversum und Amsterdam. Im Jahr 1997 gründete er das Tim Rodig Quintett (auch: Tim Rodig 5), in dem er zusammen mit Claas Ueberschar (Trompete), Buggy Braune (Piano), Oliver Karstens (Bass) und Ole Seimetz (Schlagzeug) spielt. Außerdem ist er Mitbegründer des Stage Club in Hamburg, wo er regelmäßige Jamsessions veranstaltet. Neben seiner eigenen Band hat er bereits für Künstler wie Roger Cicero, Ulita Knaus, Stefan Gwildis, Don Friedman, Maria Schneider, Peter Herbolzheimer, dem Mahler Chamber Orchester (feat. Anne Sofie von Otter) oder Joe Gallardo gespielt.

## Diskografie
- Ben Lierhouse Project: Parsifal Goes La Habana (Gateway4m 2003, mit Omar Rodriguez Calvo, Ramón Valle, Wolf Kerschek u. a.)
- Tim Rodig 5: Floating Around (Double Moon 2007, mit Claas Ueberschar, Buggy Braune, Oliver Karstens, Ole Seimetz sowie Ulita Knaus)[2]
- Mark Medlock: Mr. Lonely (Columbia 2007)
- Deelight! feat. Claudia Valtierra & Tim Rodig: Dolalalaleng (2007)
- Zimt und Zucker: Meine Weihnacht (2008)